# Cantus figuratus
Cantus figuratus (auch Cantus figuralis, Cantus figurativus lat.) bezeichnet seit dem 15. Jahrhundert einen rhythmisch differenzierten Gesang, für dessen schriftliche Fixierung Mensuralnotation erforderlich war, im Unterschied zum Cantus planus, der weitgehend aus gleich langen Tönen bestand. Der Begriff trat an die Stelle der älteren Bezeichnung Cantus mensuratus.